# Confederazione Italiana dello Scautismo Cristiano
La Confederazione Italiana dello Scautismo Cristiano (C.I.S.C.) è una confederazione italiana di associazioni scout cristiane, senza fini di lucro, apolitica e apartitica, ispirata ai valori cristiani e dedicata all’educazione dei giovani secondo il metodo Scout di Robert Baden-Powell.

## Storia
La C.I.S.C. è nata ad Assisi (PG) il 14 marzo 2010 su iniziativa di cinque gruppi locali, con l’obiettivo di coordinare e potenziare l’azione scout di ispirazione cristiana a livello nazionale.

## Inquadramento nazionale
Non riconosciuta a livello mondiale e indipendente rispetto alla Federazione Italiana dello Scautismo, la C.I.S.C. opera come realtà autonoma di promozione sociale e pastorale. La C.I.S.C. fa parte della World Federation of Independent Scouting (WFIS).

## Finalità e attività
- Collaborazione intergruppo per la formazione comune[1]
- Formazione dei capi tramite un comitato rappresentativo[1]
- Campi scuola di primo e secondo tempo[1]
- Servizi civici e iniziative per la tutela ambientale[1]

## Attività ed eventi
- Partecipazione alla «Giornata del Pensiero» (22 febbraio 2023)[4]
- Raduni interregionali e stage formativi su solidarietà e protezione del creato[1]
- Partecipazione alla «Giornata del Pensiero» con gruppi FSE (23 febbraio 2025)

## Organi direttivi

### Presidenza
- Presidente: Andrea Di Matteo[2]
- Vicepresidente: Marco Sabatini[2]
- Segretario: Maria Teresa Lumachi[2]
- Tesoriere: Giugliano Ciovacco[2]
- Assistente spirituale: Don Giorgio Campilii[2]

### Comitato formazione capi (CFC)
- Coordinatore: Luciano Gheri[2]
- Membri: Andrea Di Matteo; Stefano Terenzi; Augusto Bartelli; Maria Teresa Lumachi; Fabrizio Mastrodicasa[2]

### Comitato tecnico
- Coordinatore: Stefano Terenzi[2]